# Jewish Orthodox Feminist Alliance
Die Jewish Orthodox Feminist Alliance (JOFA), ein Zusammenschluss von Feministinnen, die sich zur jüdischen Orthodoxie bekennen, wurde 1997 gegründet. Ziel war, „die spirituellen, rituellen, intellektuellen und politischen Chancen für Frauen im Rahmen der Halacha oder des jüdischen Religionsgesetzes zu erweitern“.

## Geschichte und Programmatik
Als ihre Mission versteht JOFA nach Aussage ihrer Webseite das Eintreten für eine „bedeutungsvolle Teilhabe“ im vollsten möglichen Maße von Frauen am Familienleben, am Gottesdienst, den Lehrhäusern, und dem jüdischen Gemeindeleben im Allgemeinen innerhalb des Rahmens der Halacha.
JOFA wurde 1997 nach der ersten internationalen Konferenz zu Feminismus und Orthodoxie gegründet, die von der jüdisch-amerikanischen Schriftstellerin Blu Greenberg veranstaltet wurde. Greenberg war Mitbegründerin und erste Präsidentin der JOFA. JOFA erwuchs aus einer kleinen Gruppe am Küchentisch Greenbergs und entwickelte sich zu einer professionell ausgestatteten internationalen Allianz, die in Nordamerika, Israel und England aktiv ist.

## Sekundärliteratur
- Rachel Adler: Feminist Judaism: Past and Future. In: Crosscurrents. Winter 2002, Band 51, Nr. 4.
- Chaya Rosenfeld Gorsetman, Elana Maryles Sztokman: Educating in the Divine Image: Gender Issues in Orthodox Jewish Day Schools. Brandeis University Press, 2013.
- Blu Greenberg: On Women and Judaism: A View from Tradition. Jewish Publication Society of America, 1981, ISBN 0-8276-0226-X.
- Blu Greenberg: Will There Be Orthodox Women Rabbis? In: Judaism. 33.1, Winter 1984, S. 23–33.
- Blu Greenberg: Is Now the Time for Orthodox Women Rabbis? In: Moment. Dezember 1992, S. 50–53, 74.
- Debra Nussbaum Cohen: The women’s movement, Jewish identity and the story of a religion transformed. In: TheJewishWeek 17. Juni 2004.
- Tamar Ross: Expanding the Palace of Torah: Orthodoxy and Feminism. Brandeis University Press, 2004.
- Elana Maryles Sztokman: The Men’s Section: Orthodox Jewish Men in an Egalitarian World. Hadassah Brandeis Institute, UPNE, 2011.
- Joel B. Wolowelsky: Feminism and Orthodox Judaism. In: Judaism. 188, 47:4, 1998, S. 499–507.